# Norbert Heisig
Norbert Heisig (ur. 24 listopada 1933 we Wrocławiu) – niemiecki lekarz internista, profesor Uniwersytetu w Hamburgu.

## Życiorys
Urodził się przy Piastenstraße we Wrocławiu 24 listopada 1933 r. Ukończył wrocławskie Gimnazjum św. Marii Magdaleny. Od stycznia 1945 r. wraz z rodziną mieszkał w dolnosaksońskim Wolfenbüttel. Studiował medycynę i filologię klasyczną na uniwersytetach we Fryburgu Bryzgowijskim, Hamburgu i Tybindze, a po studiach związał się z Uniwersytetem w Hamburgu i tam w 1960 r. uzyskał stopień doktora nauk medycznych, a w 1967 habilitował się w zakresie interny. Jednocześnie pracował w Uniwersyteckiej Klinice Medycznej, kolejno jako asystent naukowy (1960–1967), lekarz specjalista w zakresie chorób wewnętrznych (1967), a potem docent i lekarz naczelny (1967–1971). Równocześnie był także egzaminatorem państwowym w zakresie medycyny internistycznej (1968–2000). W latach 1972–2000 zajmował stanowisko dyrektora ds. medycznych w szpitalu w Reinbek, będącego częścią klinik uniwersyteckich. W 2000 r. odszedł na emeryturę.
Specjalizował się w internie, gastroenterologii, diabetologii i geriatrii. Autor książek, podręczników i artykułów z zakresu medycyny. Wielokrotnie przebywał na zagranicznych stażach naukowych, głównie w Stanach Zjednoczonych, Skandynawii i Włoszech. Członek niemieckich i zagranicznych towarzystw, stowarzyszeń i organizacji naukowych.
Na emeryturze zaangażował się m.in. w życie środowiska akademickiego Uniwersytetu Wrocławskiego i z jego inicjatywy powstało w 2001 r. Niemiecko-Polskie Towarzystwo UWr, które m.in. poszukuje zagranicznych sponsorów dla przedsięwzięć naukowych i restauratorskich, a także promuje wrocławską naukę za granicą. Heisig był jego pierwszym prezesem, a potem otrzymał tytuł prezesa honorowego. Z inicjatywy Heisiga odrestaurowano m.in. barokowe sklepienie w Oratorium Marianum w gmachu głównym UWr. W 2008 r. został doktorem honoris causa Uniwersytetu Wrocławskiego. W 2018 roku został odznaczony Złotą Odznaką Honorową Wrocławia.
Od 2021 r. przyznawana jest polskim naukowcom nagroda ufundowana przez Heisiga i jego żonę Barbarę – nagroda Heisiga z racji wysokości nazywana jest również polskim Noblem.